# Pulau Sangeang
Pulau Sangeang är en ö i Indonesien.   Den ligger i provinsen Nusa Tenggara Barat, i den centrala delen av landet, 1 400 km öster om huvudstaden Jakarta. Arean är 155 kvadratkilometer.
Terrängen på Pulau Sangeang är bergig. Öns högsta punkt är 1 911 meter över havet. Den sträcker sig 15,0 kilometer i nord-sydlig riktning, och 13,9 kilometer i öst-västlig riktning.